# Bandera de Manitoba
La bandera de Manitoba fou aprovada per la Llei sobre la bandera provincial d'11 de maig de 1965 i oficialment adoptada el 12 de maig de 1966 la qual estipula que la bandera oficial és el pavelló vermell britànic que suporta l'escut provincial. La proporció de la bandera és 1:2.
L'escut provincial es compon d'una creu de sant Jordi, patró d'Anglaterra, al terç superior i un bisó americà de les planes sobre fons verd i dalt d'una roca, a la part inferior. El disseny es basa en el Gran Segell de Manitoba de 1870 i està extret de l'escut d'armes concedit pel rei Eduard VII el 10 de maig de 1905.
El 2001, una enquesta duta a terme per l'Associació Vexil·lògica Nord-Americana (NAVA, en les seves sigles en anglès) va col·locar la bandera provincial de Manitoba en el lloc 44è en la qualitat del disseny de les 72 banderes dels territoris i provincies del Canadà i dels estats nord-americans classificats.

## Altres banderes

Bandera dels francòfons de Manitoba.